# Telbivudin
A telbivudin (INN: telbivudine) krónikus hepatitis B  fertőzés elleni gyógyszer. Kompenzált májbetegségben szenvedő felnőtteknél alkalmazzák, akik esetében a vírus továbbra is osztódik, és a májkárosodás tünetei észlelhetők: emelkedett ALT (alanin-transzamináz(en)) vagy AST (aszpartát-transzamináz(en)) enzimszint a vérben, illetve mikroszkóp alatt megfigyelhető májszövet–károsodás.

## Hatásmód
Az egyik természetes nukleozid, a timidin mesterségesen előállított β-L-enantiomerje. A sejt kináz enzimjei foszforizálják, az 5′-trifoszfátja az aktív.
Gátolja a vírus DNS-polimeráz enzimjét azáltal, hogy a természetes timidin helyére épül be. Ezáltal a DNS-lánc nem tud folytatódni, így a vírus nem tud szaporodni.

## Mellékhatások
A leggyakoribb (1–10%) mellékhatások: szédülés, fejfájás, köhögés, bizonyos enzimszintek emelkedése a vérben (amiláz, lipáz, kreatin-foszfokináz(en), alanin-aminotranszferáz(en)), hasmenés, hányinger, hasi fájdalmak, bőrkiütés és fáradtság.
A kreatin-foszfokináz olyan enzim, amelynek szintje izomkárosodás esetén emelkedik, ezért az orvosnak minden izommal kapcsolatos mellékhatást fokozott figyelemmel kell kísérnie.
A telbivudin elsősorban a veséken keresztül választódik ki, ezért egyidejű alkalmazása a vesefunkciókat befolyásoló készítményekkel körültekintést igényel.

## Adagolás
A szokásos adag szájon át 600 mg tabletta formájában, naponta egyszer. A felszívódás nem függ az étkezés idejétől. Az egyensúlyi állapot 5–7-napos kezelés után alakul ki.
Vesekárosodottak esetén szükséges lehet az adag csökkentése. Ilyenkor, ill. nyelési nehézségek esetén a szert belsőleges oldat formájában adják. A klinikai vizsgálatok szerint májkárosodáskor nem szükséges az adag módosítása.
Végstádiumú vesebetegségben szenvedő betegeknél a szert a hemodialízis után kell alkalmazni

## Készítmények
Magyarországon:
- Sebivo 600 mg filmtabletta

A nemzetközi gyógyszerkereskedelemben a fentin felül:
- Tyzeka